# Synchaeta baltica
Synchaeta baltica är en hjuldjursart som beskrevs av Ehrenberg 1834. Synchaeta baltica ingår i släktet Synchaeta och familjen Synchaetidae. Arten är reproducerande i Sverige. Inga underarter finns listade i Catalogue of Life.